# پورتلند، ویکتوریا
پورتلند (به انگلیسی: Portland) یک شهر در استرالیا است که در ویکتوریا (استرالیا) واقع شده‌است.

## خواهرخوانده
شهر سوژو خواهرخواندهٔ پورتلند، ویکتوریا هست.